# کولالتو سابینو
کولالتو سابینو (به ایتالیایی: Collalto Sabino) یک کومونه در ایتالیا است که در استان ریتی واقع شده‌است.

## خصوصیات
کولالتو سابینو ۲۲٫۲ کیلومترمربع مساحت و ۴۶۶ نفر جمعیت دارد و ۹۸۰ متر بالاتر از سطح دریا واقع شده‌است.

## خواهرخوانده
شهر La Tagnière خواهرخواندهٔ کولالتو سابینو هست.